# كايل داوكوس
كايل داوكوس (بالإنجليزية: Kyle Daukaus؛ مواليد 27 فبراير 1993) هو مُقاتل فنون قتالية مختلطة أمريكي.

## وصلات خارجية
لا توجد روابط لمواقع التواصل الاجتماعي.

- كايل داوكوس على موقع يو إف سي (الإنجليزية)
- كايل داوكوس على موقع شيردوغ (الإنجليزية)
- كايل داوكوس على موقع Tapology.com (الإنجليزية)